# ハンス・ヴェルナー・アウフレヒト
ハンス・ヴェルナー・アウフレヒト（Hans Werner Aufrecht、1938年12月28日 - ）は、ドイツの自動車技術者、企業経営者。
メルセデス・ベンツ車のカーチューニングとモータースポーツ活動を行うAMG（現メルセデスAMG）およびHWA AGの設立者。また、ドイツツーリングカー選手権 (DTM) の運営団体ITRの代表を長く務めた。
2000年にドイツ連邦共和国功労勲章を受勲。

## 経歴

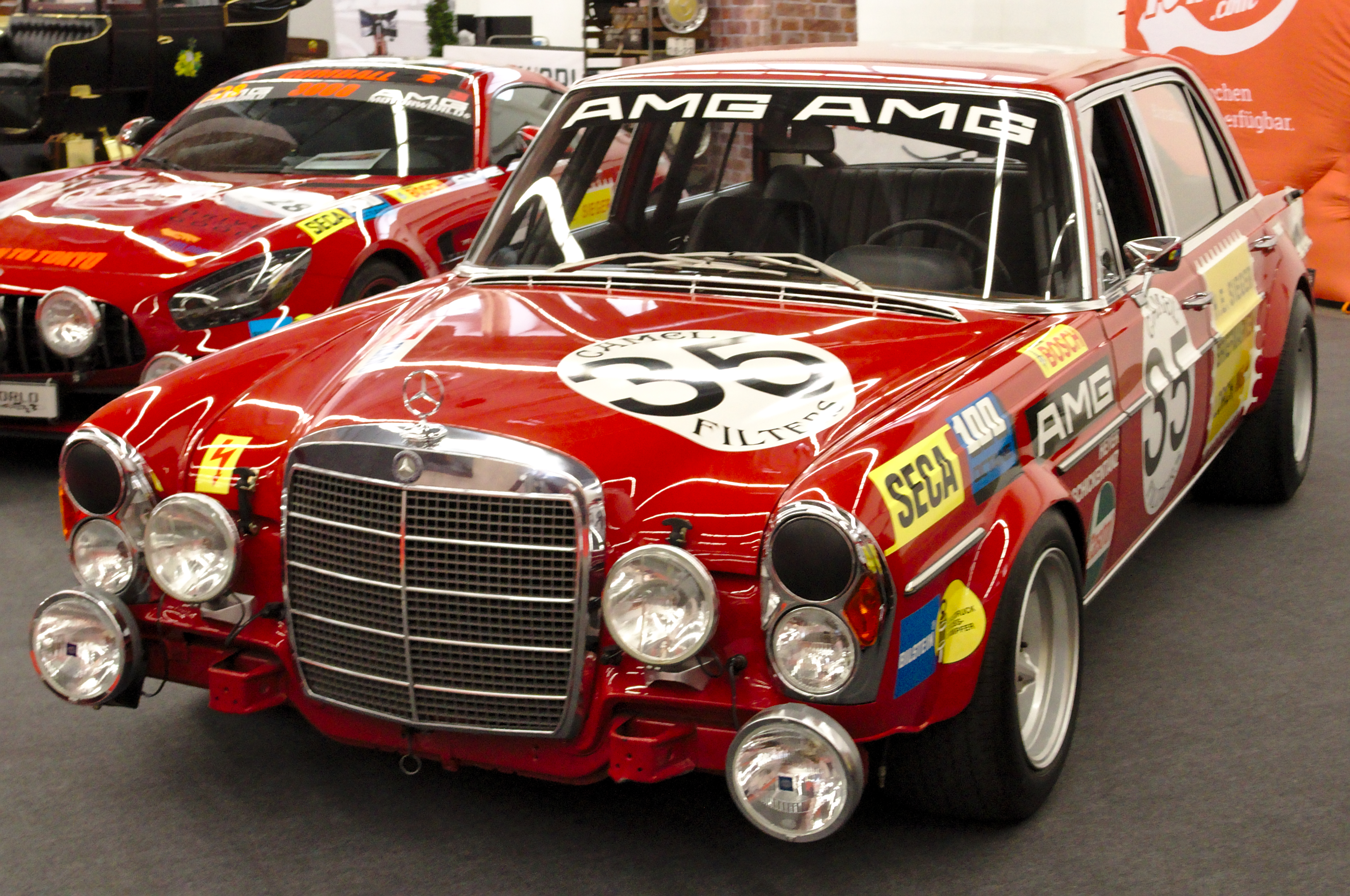
300SEL 6.8 "Rote Sau"

アウフレヒトはシルバーアローのレーシングカーで活躍したファン・マヌエル・ファンジオやスターリング・モスに憧れ、大学卒業後ダイムラー・ベンツに入社し、レース仕様エンジンの開発に携わった。1965年、ダイムラー・ベンツは不採算を理由にレース部門を閉鎖することを決めた。アウフレヒトはグロースアスパッハにある実家のガレージで、後輩のエアハルト・メルヒャーとともにエンジンのチューニングを続けた。ふたりは秘かに準備したメルセデス・300SE (W112) をレースに出場させたいと役員に訴え、成績が悪ければ会社を辞めるという条件付きで承認された。この車はマンフレード・シークのドライブにより、1965年の国内ツーリングカー選手権で10戦10勝という戦果を収めた。その評判によって、プライベートレーサーたちからエンジンチューニングの依頼が寄せられるようになった。
1967年、アウフレヒトはメルヒャーを誘って独立し、ブルクシュタルにある製粉工場だった建物を借りて、レーシングエンジン設計会社AMG (Aufrecht Melcher Grosaspach Ingenieurburo, Konstruktion und Versuch zur Entwicklung von Rennmotoren) を設立した。AMGのAはアウフレヒト、Mはメルヒャー、Gはグロースアスパッハのイニシャルをあらわす。
AMGは1971年のスパ・フランコルシャン24時間レース（スパ24時間）にメルセデス・300SEL 6.3 (W109) をチューンした300SEL 6.8でエントリー。無名のドライバー2名によって総合2位・クラス優勝を果たし、「Rote Sau（紅い豚）」というニックネームを付けられた。モータースポーツにおける活躍に後押しされ、ロードカーのチューニングビジネスも成長を続け、1976年にアファルターバッハに本社を移転した。1986年にはメルセデス・230E (W124) を5.6L V8エンジンへ換装し、独自のDOHC4バルブヘッドを装着したAMG 300E 5.6が最高速度303km/hを記録し、「The Hammer（ザ・ハンマー）」と呼ばれた。

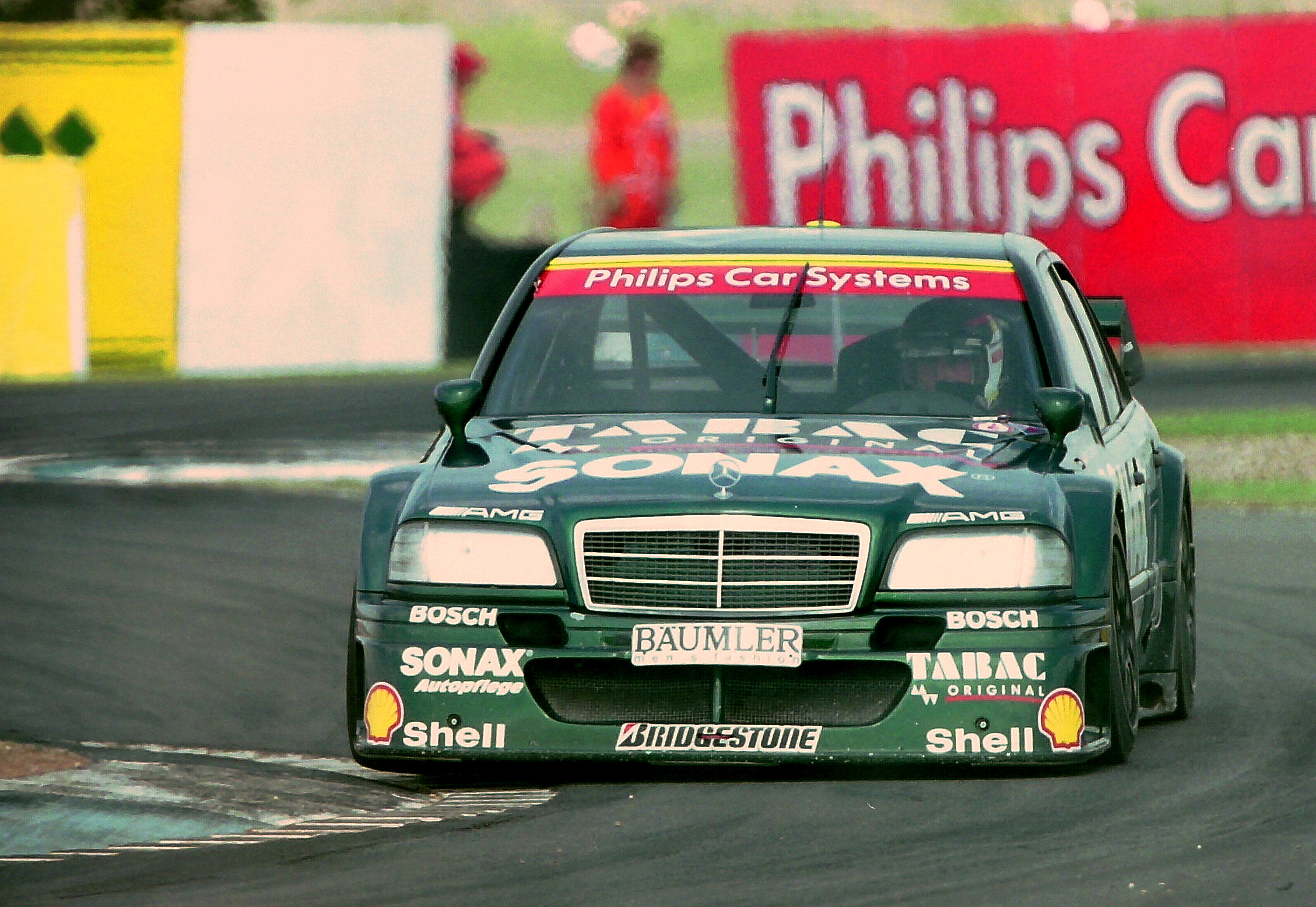
AMGメルセデス・Cクラス DTM（1994年）

AMGは非公式のメルセデス・チューナーであったが、1986年にメルセデス・190E 2.3-16でドイツツーリングカー選手権 (DTM) に参戦したのをきっかけに、1988年以降はAMGメルセデスと名乗り、ワークス的な位置付けでツーリングカーやGTカーのレース車両の開発・運用を行った。1990年にはダイムラー・ベンツと正式に業務提携を結び、ロードカーにおいても初のコンプリートモデル、メルセデス・C36 AMG（1993年）を発表した。

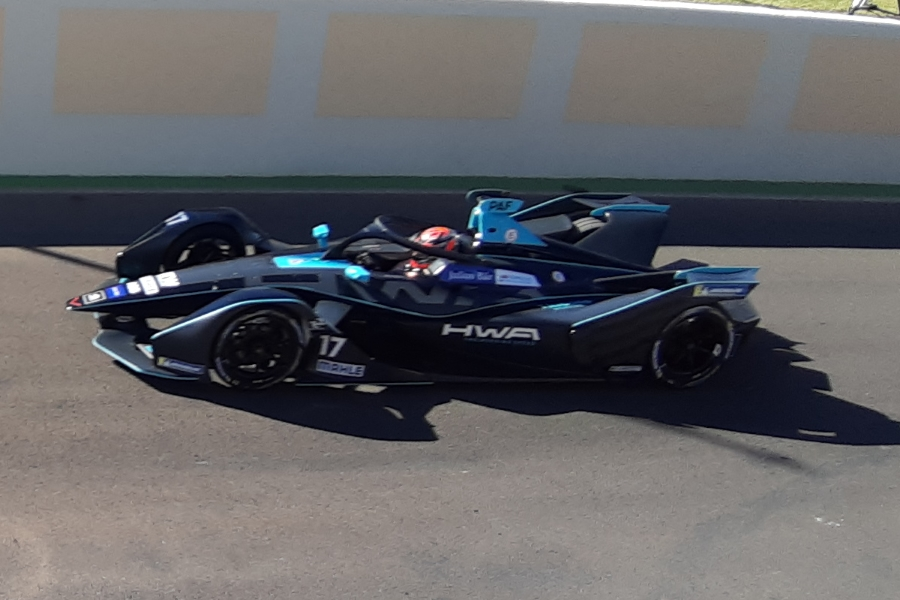
フォーミュラE（2019年マラケシュE-Prix）

1999年1月、アウフレヒトはAMGの株式の51%をダイムラー・クライスラーへ売却し、2005年には全保有株を手離した。その後、AMGはダイムラーのハイパフォーマンスブランド「メルセデスAMG」となった。一方、アウフレヒトは1998年10月に自身の名前のイニシャル3文字から名付けた新会社HWA AGを設立し、AMGからレース部門とパーツ製造を移管した。以後、HWAは新生DTM（2000年-）におけるメルセデス車の開発や、フォーミュラ3 (F3) 用カスタマーエンジンのデリバリーを受け持ち、数多くの勝利と選手権制覇を重ねた。これらのプログラムが終了した後は、HWAレースラボ (HWA Racelab) というチーム名でフォーミュラEのメルセデス・ワークスチーム運営（2020-2021シーズンまで）、FIA F2とFIA F3におけるメルセデス・ジュニアドライバーの育成を担当。ほかに、プライベーター向けのGT3・GT4車両の開発とレースサポートを行っている。
また、アウフレヒトはDTM参戦メーカーのまとめ役として運営団体ITR e.V. (Internationale Tourenwagen Rennen) の代表者となり、クラス1ツーリングカー規定の導入（1993年）や国際ツーリングカー選手権 (ITC) への移行（1995年）、ITC消滅後の新生DTMの立ち上げ（2000年）などの重要な決断に関わってきた。さらに、ツーリングカー最高峰クラスの統一車両規則を制定し、世界的な相互交流を可能にするビジョンを示し、北米の国際モータースポーツ協会 (IMSA) や日本のGTアソシエイションと協議を重ねた。
2017年3月、アウフレヒトはゲルハルト・ベルガーに後任を任せてITR代表を退任した。その後、2018年にクラス1規定が正式に発効し、2020年よりSUPER GT GT500クラスに導入された。しかし、DTMではメルセデスを含む参戦メーカーの撤退により2021年からFIA GT3規定を導入することになり、アウフレヒトの描いたグローバルプランは実現しなかった。

## 参考サイト
- Hans Werner Aufrecht: 75 years flat out and full of vision - motorsport.com
- How two rival engineers joined forces to create the legendary performance brand, AMG - The Globe and Mail
- THE AMG STORY 始まり - メルセデス・ベンツ・ジャパン
- セレブ系クルマ好き御用達の「AMG」はそもそもどう誕生? メルセデス・ベンツとの関係とは - automesse web
- メルセデス AMGについて知っておきたい10のこと。歴史から、まだ見ぬ未来のモデルまで - GENROQ Web
- 【アファルターバッハの夢】メルセデスAMGの歴史　飽くなきハイパフォーマンスの追求 - AUTOCAR
- 50年前、スパ・フランコルシャンで伝説を築いた「紅の豚」 - OCTANE
- これが究極!?エーエムジーの超パフォーマンス - GooWORLD